# Боск-Рену-ан-Румуа
Боск-Рену́-ан-Румуа́ (фр. Bosc-Renoult-en-Roumois) — колишній муніципалітет у Франції, у регіоні Нормандія, департамент Ер. Населення — 428 осіб (2011).
Муніципалітет був розташований на відстані близько 125 км на північний захід від Парижа, 29 км на південний захід від Руана, 45 км на північний захід від Евре.

## Історія
До 2015 року муніципалітет перебував у складі регіону Верхня Нормандія. Від 1 січня 2016 року належав до нового об'єднаного регіону Нормандія.
1 січня 2017 року Боск-Рену-ан-Румуа і Теєман було об'єднано в новий муніципалітет Тенувіль.

## Демографія
Динаміка населення (INSEE ):
Розподіл населення за віком та статтю (2006):
| Стать | Всього | До 15 років | 15-24 | 25-44 | 45-64 | 65-85 | Понад 85 |
| --- | ------ | ----------- | ----- | ----- | ----- | ----- | -------- |
| Чоловіки | 219    | 40          | 24    | 36    | 79    | 40    | 0        |
| Жінки | 218    | 40          | 24    | 52    | 74    | 28    | 0        |
| \| Статево-вікова піраміда \| Статево-вікова піраміда \| Статево-вікова піраміда \| \| ----------------------- \| ----------------------- \| ----------------------- \| \| Чоловіки \| Вік \| Жінки \| \| 0 \| 85 + \| 0 \| \| 8 \| 80-84 \| 8 \| \| 16 \| 75-79 \| 8 \| \| 8 \| 70-74 \| 12 \| \| 8 \| 65-69 \| 0 \| \| 4 \| 60-64 \| 4 \| \| 35 \| 55-59 \| 31 \| \| 24 \| 50-54 \| 31 \| \| 16 \| 45-49 \| 8 \| \| 4 \| 40-44 \| 8 \| \| 20 \| 35-39 \| 16 \| \| 8 \| 30-34 \| 24 \| \| 4 \| 25-29 \| 4 \| \| 12 \| 20-24 \| 12 \| \| 12 \| 15-20 \| 12 \| \| 20 \| 10-14 \| 4 \| \| 8 \| 5-9 \| 12 \| \| 12 \| 0-4 \| 24 \| |        |             |       |       |       |       |          |
| Статево-вікова піраміда |        |             |       |       |       |       |          |
| Чоловіки | Вік    | Жінки       |       |       |       |       |          |
| 0 | 85 +   | 0           |       |       |       |       |          |
| 8 | 80-84  | 8           |       |       |       |       |          |
| 16 | 75-79  | 8           |       |       |       |       |          |
| 8 | 70-74  | 12          |       |       |       |       |          |
| 8 | 65-69  | 0           |       |       |       |       |          |
| 4 | 60-64  | 4           |       |       |       |       |          |
| 35 | 55-59  | 31          |       |       |       |       |          |
| 24 | 50-54  | 31          |       |       |       |       |          |
| 16 | 45-49  | 8           |       |       |       |       |          |
| 4 | 40-44  | 8           |       |       |       |       |          |
| 20 | 35-39  | 16          |       |       |       |       |          |
| 8 | 30-34  | 24          |       |       |       |       |          |
| 4 | 25-29  | 4           |       |       |       |       |          |
| 12 | 20-24  | 12          |       |       |       |       |          |
| 12 | 15-20  | 12          |       |       |       |       |          |
| 20 | 10-14  | 4           |       |       |       |       |          |
| 8 | 5-9    | 12          |       |       |       |       |          |
| 12 | 0-4    | 24          |       |       |       |       |          |

## Економіка
2010 року серед 294 осіб працездатного віку (15—64 років) 199 були активними, 95 — неактивними (показник активності 67,7%, у 1999 році було 70,5%). З 199 активних мешканців працювали 184 особи (106 чоловіків та 78 жінок), безробітними було 15 (6 чоловіків та 9 жінок). Серед 95 неактивних 22 особи були учнями чи студентами, 47 — пенсіонерами, 26 були неактивними з інших причин.

У 2010 році в муніципалітеті числилось 171 оподатковане домогосподарство, у яких проживали 433,5 особи, медіана доходів виносила 23 460 євро на одного особоспоживача